# Fujiwara Tameaki
Fujiwara Tameaki (em japonês:  藤原為顕, ou também Fujiwara no Tameaki; c. 1230 – depois de 1295) foi um sacerdote shingon e poeta de waka japonês. Uma personalidade obscura atualmente e inicialmente marginal na poesia de sua época, ele foi grandemente influente em promover a alegorização e exegese na poesia japonesa. Ele produziu comentários com busca de sentido oculto na literatura secular anterior, valorizou religiosamente a poesia e introduziu técnicas do budismo esotérico na leitura e composição literária, por exemplo com a fundação de um ritual de iniciação entre compositores (waka kanjō) e de transmissão em linhagens poéticas (kechimyakufu) entre mestre-discípulo.
Isso resultou em uma tradição de comentários conforme a linhagem de Tameaki, uma escola que é geralmente chamada Tameaki-ryū (為顕流), a qual promoveu um novo tipo de religião e foi provavelmente composta em maioria por aristocratas e acadêmicos. Essas tendências também impactaram sobre o teatro noh e na literatura medieval de prosa.

## Biografia
Filho de Fujiwara Tameie (1198-1275) e neto do famoso poeta Fujiwara Teika (1162-1241), Fujiwara Tameaki era ofuscado pelos seus meios-irmãos mais conhecidos Nijō Tameuji, Tamenori Kyōgoku e Reizei Tamesuke, cuja competição poética dominou a metade final do período medieval japonês. Ele se inseria, assim, fora das três casas principais de poesia, que se encontravam na capital; morando longe na parte oeste da ilha, era um sacerdote ordenado da linhagem de budismo esotérico Shingon e fundou sua própria linhagem de comentários. Eles o levaram a ser grandemente responsável por introduzir o rito esotérico de iniciação (kanjō) como modelo de transmissão poética, o que acabou se espalhando para outras escolas. Acadêmicos consideram, assim, que Tameaki foi central no desenvolvimento de um sistema pedagógico de iniciações poéticas secretas.
Por volta de 1270, ele havia se mudado para Kamakura (em Kanto), onde foi ordenado um sacerdote shingon. Ele morava em um pequeno eremitério, onde frequentemente realizava encontros de poesia e que se tornou o centro de um grupo literário na cidade. Há evidências de que nessa época ele já realizava cerimônias de iniciação poética. Acredita-se que durante o ritual do waka kanjō, era disposto um "waka mandala" junto com retratos de Sumiyoshi Daimyojin (divindade padroeira do waka) e dos poetas fundadores Kakinomoto no Hitomaro e Ariwara no Narihira. Era queimado incenso, apresentadas oferendas de dinheiro e tecido e recitados mantras poéticos, após o que os comentários com "segredos" poéticos eram passados ao iniciado junto com documentos genealógicos que atestavam a linhagem. Tameaki recebeu grande atração de seguidores, e dentre estudantes e amigos que se reuniam em seu eremitério em Kanto estavam samurais e oficiais da corte ligados ao Xogunato, sacerdotes budistas e do Onmyōdō, e oficiantes de santuários.
Há uma grande quantidade de correspondências poéticas que evidenciam que Tameaki era uma pessoa respeitada e muito querida por pessoas de diversas posições sociais, e mesmo por todos os lados do conflito entre as facções familiares Nijō, Reizei e Kyōgoku. Tsumori Kunisuke e Jakue foram os mais conhecidos entre os amigos e discípulos de Tameaki. Porém provavelmente o mais importante discípulo foi o sacerdote Yoshimoto, que se associa a diversas linhas de transmissão. Tameaki também trocava poemas com Dogen.
Por volta de 1280, a filha de Tameaki, Senshi, que também era uma poetisa de excelência da escola Kyōgoku, foi casada com o ministro Nijō Morotada. Isso permitiu que Tameaki fizesse conexões com personalidades políticas e religiosas de alto escalão.
Tameaki participava de diversos encontros e competições poéticas. Seus poemas foram compilados tanto em antologias imperiais dos Nijō quanto naquelas da escola Reizei-Kyōgoku.

## Alegorização
Era comum o esoterismo, visto como uma cultura do sigilo em instituições japonesas, tanto nas religiosas quanto nas artísticas. Um exemplo disso ocorreu na tradição da corte de composição waka, no final do século XIII. No período Kamakura, havia uma tensão entre escrever poesia secular e a moral budista. Uma forma de se resolver isso era a afirmação de que o texto poético escondia verdades acessíveis apenas a iniciados, e que comentários esotéricos se originavam de revelação divina. Esses comentários poéticos eram acessíveis apenas a membros de uma determinada escola de waka que receberam iniciação.
A partir dos comentários de Tameaki, os esoteristas consideravam os clássicos literários seculares como contendo alegorias religiosas que teriam sido transmitidas como ensinamentos secretos. Por exemplo, identificava-se com nome alguns personagens inominados ou divindades genéricas no Kokinshū e nos Contos de Ise a partir de seus grafos, como supostamente indicando que foram alguma figura histórica; muitas vezes eram atrelados os antigos poetas de devoção, como se vê no Gyokuden jinpi no maki ("Transmissão Cravejada de Joias dos Segredos Profundos") de Tameaki; essa técnica também parece ter influenciado peças de noh de Zenchiku.

O procedimento da alegorese de Tameaki se baseava na análise e rearranjo de trocadilhos e grafos supostamente presentes nos escritos seculares, principalmente o Ise monogatari e Kokinwakashū, em uma nova forma de interpretação que era etimológica, numerológica e com viés tântrico. Por exemplo, em um comentário de Tameaki, ele destrincha o caractere mukashi (昔) de tal forma:
"Quando [as divindades primordiais] Izanagi e Izanami fizeram sexo [criando assim o país do Japão], uma mulher e três homens nasceram em vinte e um dias 十十一日. Como esta foi a origem do Yin e do Yang, quando Narihira escreveu sobre erotismo, ele usou a palavra mukashi porque esse gráfico é escrito com os elementos para "vinte e um dias""
Esse método se baseava no procedimento desenvolvido pela primeira vez no honji suijaku, surgido com sacerdotes do Tendai pra retroativamente justificar o sincretismo religioso, o qual passou também para sacerdotes shingon. A adoção do paradigma honji suijaku por Tameaki solucionava o argumento budista de que as artes literárias eram meramente "palavras loucas e frases enfeitadas", pecados que levavam ao renascimento em reinos inferiores. A partir desse uso no círculo de Tameaki, o honji suijaku foi ainda mais popularizado para se transformar textos seculares em profundas alegorias religiosas, e para se identificar kamis, budas e importantes poetas ancestrais como divindades que se manifestavam no Caminho da Poesia para iluminar a humanidade.
Em escritos de Tameaki, afirma-se que as sílabas manifestas sempre possuem também um significado invisível, que estão em analogia com o Tatagata; é elevada a importância da composição de poesia waka, como estando nela subjacente a Realidade Verdadeira e o Darmacaia, a tal ponto dessa disciplina praticamente se tornar obrigatória para se atingir a iluminação.
Os métodos súbitos do upaya (hōben) também influenciou a perspectiva dos comentários de Tameaki, visando ao atingimento da libertação por meios rápidos, com a transfiguração expressa de elementos seculares em meios para a iluminação. Também foi empregado o conceito de não dualismo, a partir do qual os wakas eram vistos como daranis e os poetas como bodisatvas. Isso transformou textos como o Ise monogatari, recheado de casos amorosos, em um "instrumento de louvor ao Buda", também correspondendo ao que seus estudantes desejavam; contribuiu, assim, para a legitimação dos poetas no clima religioso da época, e a alegorese de Tameaki foi o modo de análise literária dominante por pelo menos 50 anos após sua morte. Mesmo após isso, continuou sendo importante para a pedagogia literária.
No início do século XIV, havia também teorias embriológicas budistas que envolviam noções esotéricas de macrocosmo e microcosmo ligadas à sexualidade, gênero e gestação, referidas pelas linhagens Shingon e Tendai e divulgadas por membros da aristocracia e literatos japoneses; assim, Tameaki se insere nesse discurso; parece que ele foi adepto da seita sincrética Tachikawa, que promovia o sexo tântrico ritual, e conceitos dessa tradição pervadem seus comentários. Por exemplo no seu Ise monogatari zuniō ("Essência dos Contos de Ise"), a sexualidade era um caminho para o objetivo budista de salvação e iluminação, e nele é afirmado: "é o desejo sexual que é a causa direta da criação do corpo búdico". Tameaki parece fazer referências às descrições sobre o ato da concepção e dos estágios do embrião conforme presentes nas escrituras esotéricas Yugikyō e Rishukyō.
Possivelmente Tameaki ou outro relacionado a ele escreveu Waka chikenshū ("Conhecimento Revelado da Poesia"), em que se descreve como poetas recebiam revelações para suas composições, por exemplo por meio de revelações oraculares de segredos dados por uma divindade em um santuário.

## Legado
Comentários de Tameaki e outros que descenderam de sua linha comentarial tiveram peso considerável sobre a linhagem kokin denju e sobre a deificação de Hitomaro como uma divindade poética.
Tameaki privilegiava a alegoria dentre os rikugi ("Seis Modos Poéticos", 六義), originalmente da fonte chinesa Grande Prefácio do Clássico da Poesia (Shijing), passando ao Japão em adaptação nos prefácios a Kokin wakashū e em comentários esotéricos japoneses no século XIII. Ele fez reinterpretações dos Seis Modos nos comentários Chikuenshō e Kokin wakashūjo kikigaki, as quais foram incorporadas na obra Rikugi de Zeami e em várias de suas peças, e que provavelmente influenciaram Zenchiku. Segundo Klein, o modo alegórico difundido por Tameaki influenciou as peças medievais de noh em suas tramas, personagens, imagens e estrutura retórica, por exemplo nos tratados Rikugi de Zeami e Meishukushū de Zenchiku, e nas peças Maiguruma, Kuzu no hakama, Unrin'in, Oshio, Kakitsubata, Ominameshi e Haku Rakuten, que receberam moldes da primeira antologia imperial de waka, Kokin wakashū (século X), e de comentários esotéricos medievais sobre o poema Ise monogatari (Contos de Ise) (século IX). Porém Hanna McGaughey considera que talvez possa ter ocorrido uma paródia contra esses comentários esotéricos nas peças de Zenchiku; o patrono deste, Ichijō Kanera (1402–1481) em seu Ise monogatari gukenshō, rejeitava a alegorização e leituras eróticas.
Klein também afirma que Tameaki também é um candidato provável para a criação do rito sokui inmyo denju, que serviria de base ao ritual de entronamento do Imperador, sokui kanjō; há indícios de que Tameaki possa ter sido fonte das linhagens Shingon que difundiram a transmissão do sokui kanjō, como evidencia o caráter simbólico deste ritual de reinterpretar figuras do passado como kamis, budas ou pessoas famosas, como tendo participado da fundação da nação e da instituição imperial. Também há um texto em que Tameaki faz uma equivalência entre o waka kanjō e um ritual abicheca indiano de ungir uma realeza. Em uma possível conexão que pode ter favorecido isso, Tameaki foi avô do regente Nijō Michihira.